# خورشیدگرفتگی ۲۷ ژانویه ۲۰۵۵
خورشیدگرفتگی ۲۷ ژانویه ۲۰۵۵ (به انگلیسی: Solar eclipse of January 27, 2055) یک خورشیدگرفتگی از نوع خورشیدگرفتگی جزئی است. این خورشیدگرفتگی در تاریخ ۲۷ ژانویه ۲۰۵۵ میلادی (‎۷ بهمن ۱۴۳۳ خورشیدی) روی خواهد داد که زمان اوج آن، ساعت ۱۷:۵۴:۰۵ به‌وقت ساعت هماهنگ جهانی است.